# 玉博会
玉林博览会，是广西玉林市人民政府与中国国际贸易促进会联合主办、并根据每期主题不同邀请相关部门共同举办、以“中小企业大商机”为主题的一年一度的博览会，自2004年举办，是中国区域性较有影响力的博览会之一，孵化出了中国（玉林）中医药博览会，一般是与中国东盟博览会同期举行。